# Blagoevgrad
Blagoevgrad este un oraș în Bulgaria.

## Demografie
Componența etnică a orașului Blagoevgrad
     Bulgari (88,42%)
     Romi (2,55%)
     Nicio identificare (7,88%)
     Altele (1,52%)
La recensământul din 2011, populația orașului Blagoevgrad era de 70.881 locuitori. Din punct de vedere etnic, majoritatea locuitorilor (88,42%) erau bulgari, cu o minoritate de romi (2,55%). Pentru 7,88% din locuitori nu este cunoscută apartenența etnică.